# Pałac w Małkowicach
Pałac w Małkowicach – obiekt wybudowany w połowie XIX w. w miejscowości Małkowice.

## Historia
Zabytek jest częścią zespołu pałacowego, w skład którego wchodzą jeszcze: park, stajnia z częścią mieszkalną.